# Бог Грому (фільм)
«Бог Грому» (норв. Torden, англ. Mortal) — фентезійний бойовик 2020 року, співавтор сценарію та режисер Андре Евредал (норв. André Øvredal). Фільм, натхненний скандинавською міфологією, розповідає про молодого чоловіка, який виявляє, що має надприродні сили. 
«Бог Грому» підтриманий грантом уряду Норвегії. Діалоги ведуться англійською та норвезькою мовами. Головну роль виконав американський актор і музикант Нат Вольф, проте більшість акторів є норвежцями (окрім Вольфа та індійки Пріянки Бозе).
У Норвегії «Бога Грому» випустила компанія Nordisk Films 28 лютого 2020 року, у Великій Британії 20 серпня компанія Signature Entertainment і в США 10 листопада компанія Saban Films. Він отримав переважно негативні відгуки критиків. Оригінальна музика до фільму Маркус Паус була номінована на премії «Аманда» і HARPA.

## Основний акторський склад
- Нат Вольф — Ерік
- Ібен Акерлі — Крістін
- Пер Фріш — Генрік
- Пер Егіл Аске — Бйорн
- Пріянка Бозе — Хетевей

## Реліз
«Бог Грому» був випущений у кінотеатрах компанією Nordisk Film 28 лютого 2020 року в Норвегії, у цифровому вигляді компанією Signature Entertainment 20 серпня у Великій Британії та на VOD компанією Saban Films через компанію Lionsgate Home Entertainment 10 листопада у Сполучених Штатах.

## Касові збори
Фільм зібрав у світовому прокаті 126 068 доларів при бюджеті близько $7,4 млн плюс 2 316 доларів з продажу домашнього відео.

## Сприйняття
На агрегаторі рецензій Rotten Tomatoes рейтинг схвалення фільму склав 56 % на основі 34 рецензій із середнім балом 5,7/10. На Metacritic фільм отримав рейтинг 20 зі 100 на основі оцінок 5 критиків, вказуючи на «загалом несприятливі відгуки».